# Cornusse
Cornusse é uma comuna francesa na região administrativa do Centro, no departamento Cher. Estende-se por uma área de 20,21 km². Em 2010 a comuna tinha 272 habitantes (densidade: 13,5 hab./km²).